# 弓長九天
弓長 九天（ゆみなが きゅうてん）は、日本の漫画家。島根県在住。

## 略歴
- 商業デビュー前に、同人活動歴がある。また、ストーリー漫画でアフタヌーン四季賞に準入選した経験を持つ。
- 1999年 - 『あさぎちゃんクライシス!』により商業誌デビュー。ただし1年ほどで打ち切られ、この時期の執筆分は単行本未収録である。
- 2000年 - 7月に CAP から刊行されたアンソロジー集「友枝学園ファイル (4)」（ISBN 491620073X）に『カードキャプターさくら』を題材とした同人作品が収録され、共著者名の一人に名を連ねている。
- 2002年 - 『さゆリン』連載開始。最長期連載作となった。
- 2005年 - 4月9日、『さゆリン』単行本第2巻の発売を記念し、初のサイン会が、阪急ブックファースト渋谷店において行われた。

## 作品リスト
- あさぎちゃんクライシス!（1999年x月号 - 2000年x月号、2005年10 - 11月号、2006年3月号 - 2011年1・2月合併号『まんがタイムラブリー』、芳文社）
  - 書誌情報の詳細は作品記事を参照
- さゆリン（2002年7月号『まんがタイムジャンボ』（月刊）、芳文社 - 2007年7月号まで連載、2004年11月号『まんがタイムスペシャル』（月刊）、芳文社 - 2006年6月号まで連載）
  - 書誌情報の詳細は作品記事を参照
- ヘタレなあいつ（2004年12月号『まんがライフ』（月刊）、竹書房 - ゲスト掲載）
  - 好評を博し、同誌2005年5月号においても再度ゲスト掲載された。
- ごきげん!カノコさん（2006年3月号『まんがタウン』（月刊）、双葉社 - ゲストを経て2006年8月号まで連載）
- 江戸川スイートエージェンシー（2008年6月号、8月号、10月号（ストーリー形式でゲスト）、2009年2月号 - 2012年11月号（4コマ形式）『まんがタイムジャンボ』）
  - 書誌情報の詳細は作品記事を参照
- 弓長 をとめ講座（2011年6月号 - 2012年12月号）『増刊超本当にあった(生)ここだけの話』（隔月刊）、芳文社 - エッセイ漫画）
  - 2013年6月号に「弓長乙女講座番外編」掲載あり。
- コズエガイスト（2017年『4コマCOMICはぐ!』、小学館）

### アンソロジー
- 「ぴたテン」アンソロジー（メディアワークス）刊